# نيشر (مدينة)
مدينة نيشر (بالعبرية: נֶשֶׁר)، حرف.: نسر هي مدينة تقع في منطقة حيفا الإسرائيلية إلى الجنوب الشرقي من مدينة حيفا. تأسست عام 1925 كسكن لعمّال مصنع الإسمنت في حيفا. تبلغ مساحتها 12 كم2، كما بلغ عدد سكانها في عام 2015 قرابة 23,500 نسمة.

## معرض صور

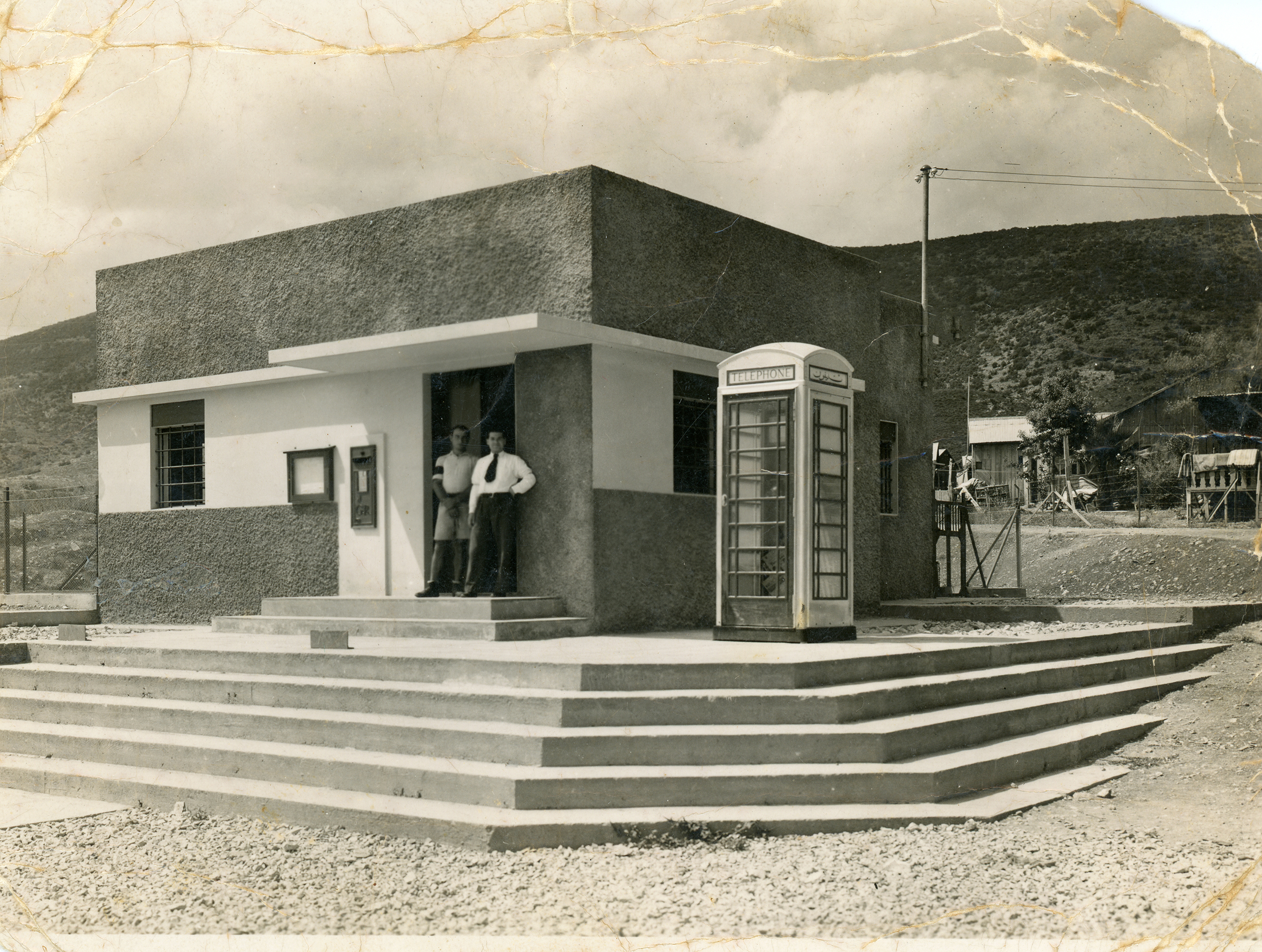
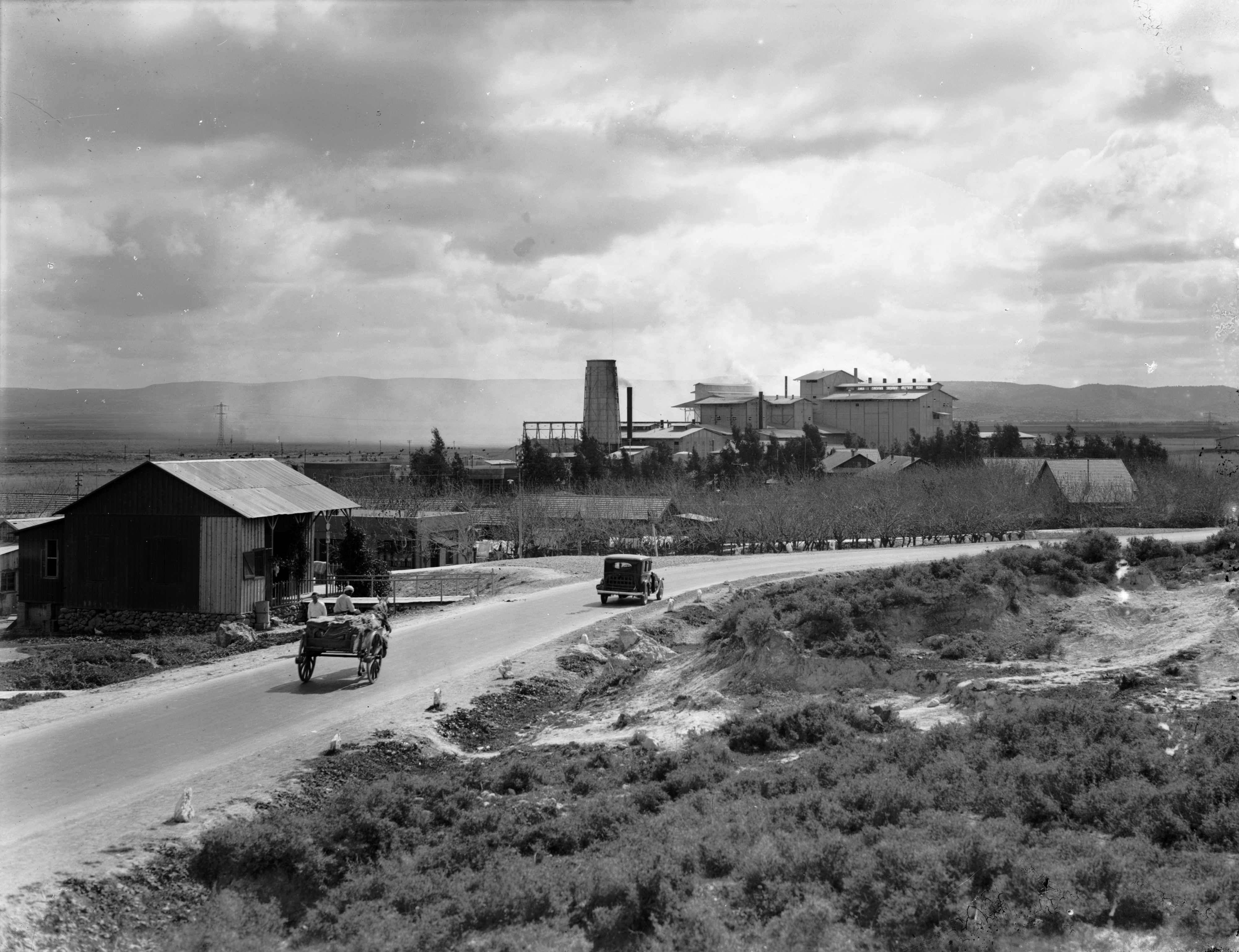
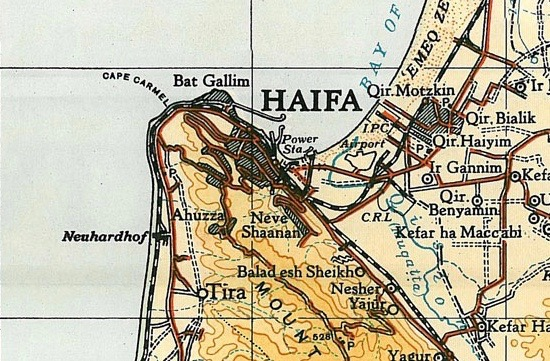
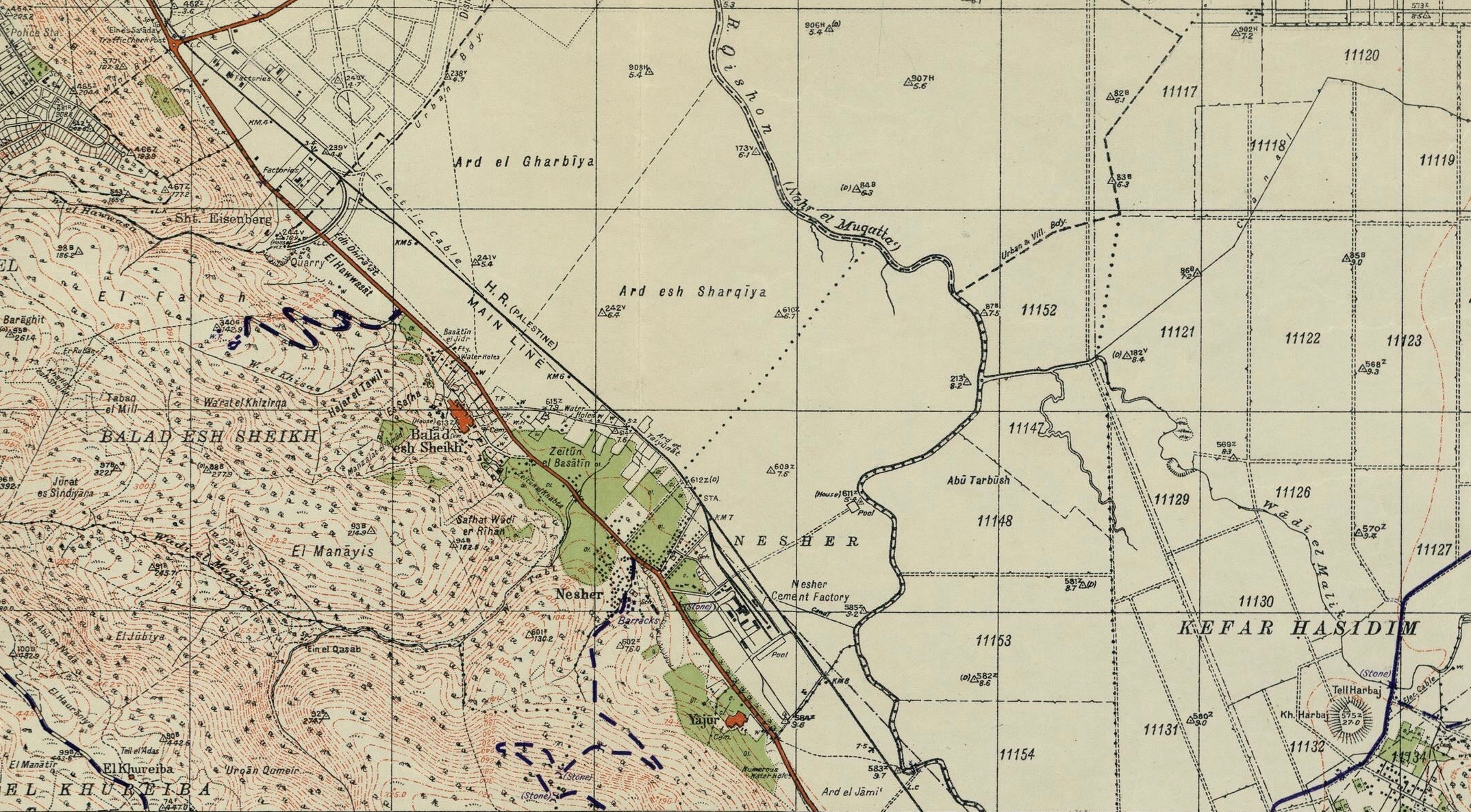

## توأمة
لنيشر (مدينة) اتفاقيات توأمة مع:
- دورن

## أعلام
- شبتاي شافيت